# Kokry Centre
Kokry Centre is een gemeente (commune) in de regio Ségou in Mali. De gemeente telt 17.500 inwoners (2009).